# Illafeld

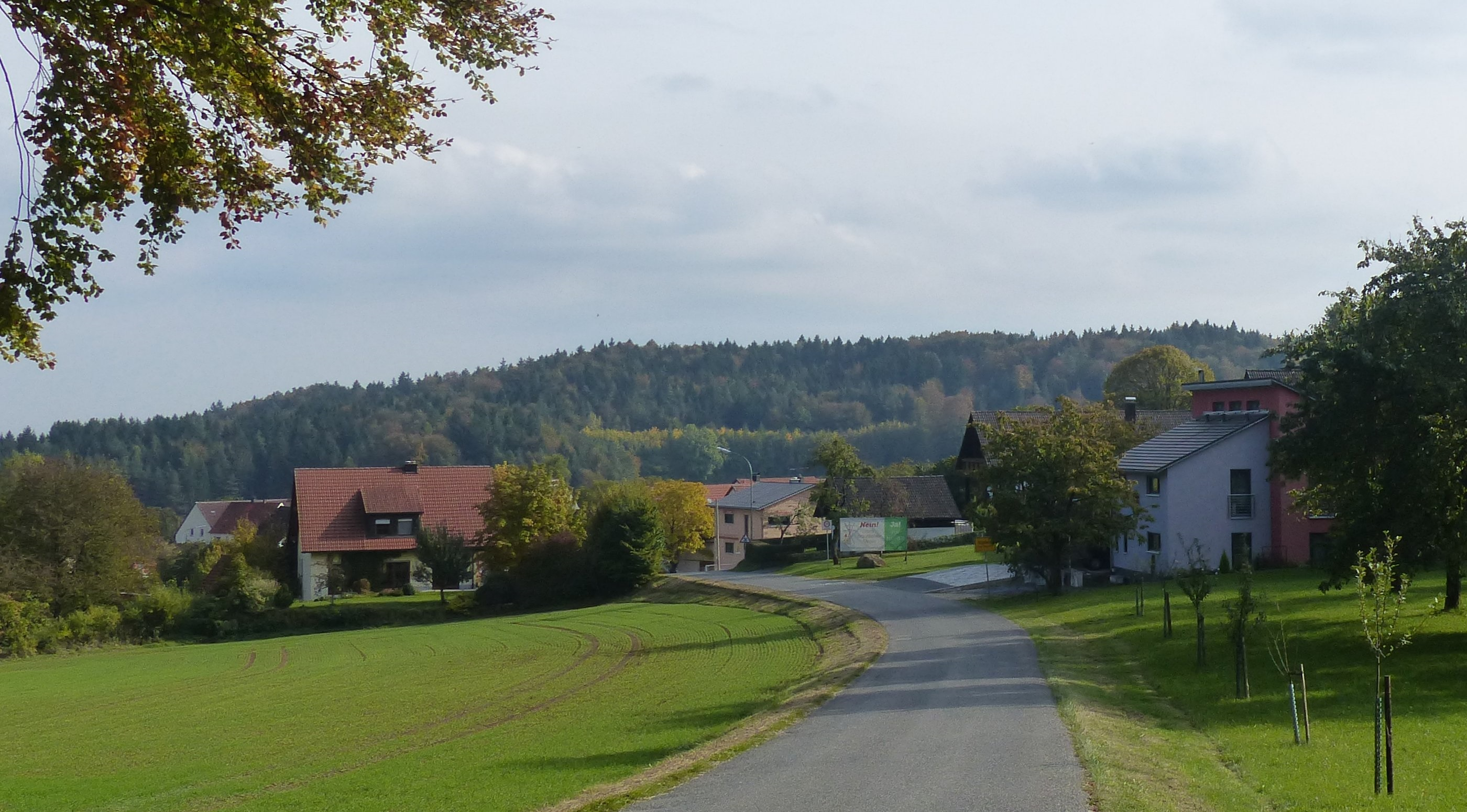
Illafeld, von Nordwesten her gesehen

Illafeld ist ein Gemeindeteil der Stadt Betzenstein im Landkreis Bayreuth (Oberfranken, Bayern). Illafeld liegt in der Gemarkung Spies.

## Geografie
Das Dorf befindet sich etwa sieben Kilometer südlich von Betzenstein und liegt auf einer Höhe von 535 m ü. NHN.

## Geschichte
Der Ort wurde 1541 als „Illafeld“ erstmals urkundlich erwähnt. Das Bestimmungswort des Ortsnamens ist der Personenname Illo.
Durch die Verwaltungsreformen zu Beginn des 19. Jahrhunderts im Königreich Bayern wurde der Ort ein Bestandteil der Ruralgemeinde Spies. Im Zuge der Gebietsreform in Bayern wurde Illafeld am 1. Januar 1972 zusammen mit der Gemeinde Spies in die Stadt Betzenstein eingegliedert.

## Verkehr
Der Anschluss an das öffentliche Straßenverkehrsnetz erfolgt durch mehrere Gemeindeverbindungsstraßen, von den zwei nordwest- bzw. nordwärts zur Kreisstraße BT 28 führen, die etwa 800 Meter nordwestlich des Ortes vorbeiführt. Eine Zufahrt auf die Bundesautobahn 9 ist an der Anschlussstelle Hormersdorf etwa einen Kilometer südwestlich möglich. Vom ÖPNV wird Illafeld nicht bedient.

## Baudenkmäler
Im südlichen Ortsbereich von Illafeld befindet sich als Baudenkmal ein um das Jahr 1800 errichtetes Wohnhaus als zweigeschossiger Satteldachbau.